# جیمز کانلی (بازیکن هاکی روی یخ)
جیمز کانلی (انگلیسی: James Connelly؛ زادهٔ ۷ اکتبر ۱۹۳۲) بازیکن هاکی روی یخ اهل کانادا بود.